# 2562 Chaliapin
2562 Chaliapin eller 1973 FF1 är en asteroid i huvudbältet som upptäcktes den 27 mars 1973 av den sovjetisk-ryska astronomen Ljudmila Zjuravljova vid Krims astrofysiska observatorium på Krim. Den har fått sitt namn efter den ryske operasångaren Fjodor Sjaljapin.
Asteroiden har en diameter på ungefär 16 kilometer och den tillhör asteroidgruppen Eos.